# Saint-Pierre-de-Maillé
Saint-Pierre-de-Maillé is een gemeente in het Franse departement Vienne (regio Nouvelle-Aquitaine) en telt 915 inwoners (1999). De plaats maakt deel uit van het arrondissement Montmorillon.

## Geografie
De oppervlakte van Saint-Pierre-de-Maillé bedraagt 73,8 km², de bevolkingsdichtheid is 12,4 inwoners per km².
De onderstaande kaart toont de ligging van Saint-Pierre-de-Maillé met de belangrijkste infrastructuur en aangrenzende gemeenten.

## Demografie
Onderstaande figuur toont het verloop van het inwonertal (bron: INSEE-tellingen).